# ماكس كاسيلا
ماكس كاسيلا (بالإنجليزية: Max Casella)‏ مواليد 6 يونيو 1967 في واشنطن العاصمة، هو ممثل أمريكي بدأ مسيرته الفنية عام 1981.

## الأعمال
- نيوزيس
- إد وود
- حلل هذه
- فانتازيا 2000
- ديناصور
- الطريق الثوري
- قتلهم بلطف
- داخل لوين ديفيس
- ياسمين أزرق
- الفتى العجوز

## وصلات خارجية
- ماكس كاسيلا على موقع IMDb (الإنجليزية)
- ماكس كاسيلا على موقع قاعدة بيانات الأفلام العربية
- ماكس كاسيلا على موقع ألو سيني (الفرنسية)
- ماكس كاسيلا على موقع ميوزك برينز (الإنجليزية)
- ماكس كاسيلا على موقع تيرنر كلاسيك موفيز (الإنجليزية)
- ماكس كاسيلا على موقع أول موفي (الإنجليزية)
- ماكس كاسيلا على موقع قاعدة بيانات برودواي على الإنترنت (الإنجليزية)
- ماكس كاسيلا على موقع قاعدة بيانات الأفلام السويدية (السويدية)
- ماكس كاسيلا على موقع إن إن دي بي (الإنجليزية)
- ماكس كاسيلا على موقع ديسكوغز (الإنجليزية)